# Erzbistum Botucatu
Das Erzbistum Botucatu (lateinisch Archidioecesis Botucatuensis, portugiesisch Arquidiocese [de Sant’Ana] de Botucatu) ist eine in Brasilien gelegene römisch-katholische Erzdiözese mit Sitz in Botucatu im Bundesstaat São Paulo.

## Geschichte
Das Erzbistum Botucatu wurde am 7. Juni 1908 durch Papst Pius X. mit der Apostolischen Konstitution Dioecesium nimiam aus Gebietsabtretungen des Erzbistums São Paulo als Bistum Botucatu errichtet. Das Bistum Botucatu wurde dem Erzbistum São Paulo als Suffraganbistum unterstellt. Das Bistum Botucatu gab am 4. Juli 1924 Teile seines Territoriums zur Gründung des Bistums Sorocaba ab. Weitere Gebietsabtretungen erfolgten am 21. Juni 1926 zur Gründung des Bistums Cafelândia und am 30. November 1928 zur Gründung des Bistums Assis.
Am 19. April 1958 wurde das Bistum Botucatu durch Papst Pius XII. mit der Apostolischen Konstitution Sacrorum antistitum zum Erzbistum erhoben. Das Erzbistum Botucatu gab am 15. Februar 1964 Teile seines Territoriums zur Gründung des Bistums Bauru ab. Weitere Gebietsabtretungen erfolgten am 2. März 1968 zur Gründung des Bistums Itapeva und am 30. Dezember 1998 zur Gründung des Bistums Ourinhos.

## Ordinarien

### Bischöfe von Botucatu
- Lúcio Antunes de Souza, 1908–1923
- Carlos Duarte Costa, 1924–1937
- Antonio Colturato OFMCap, 1938–1946
- Henrique Hector Golland Trindade OFM, 1948–1958

### Erzbischöfe von Botucatu
- Henrique Hector Golland Trindade OFM, 1958–1968
- Vicente Ângelo José Marchetti Zioni, 1968–1989
- Antônio Maria Mucciolo, 1989–2000
- Aloysio José Leal Penna SJ, 2000–2008
- Maurício Grotto de Camargo, seit 2008